# Hội đồng Giám mục Trung Quốc
Hội đồng Giám mục Trung Quốc, tên chính thức là Giám mục đoàn Công giáo Trung Quốc (tiếng Trung: 中國天主教主教團, Trung Quốc Thiên Chúa giáo Chủ giáo đoàn, tiếng Anh: Bishops Conference of Catholic Church in China, BCCCC) là tổ chức tập hợp các giám mục Công giáo tại Trung Quốc, được chính quyền Cộng hòa Nhân dân Trung Hoa bảo trợ. Thành lập năm 1980, cùng với Hội Công giáo Yêu nước Trung Quốc, Hội đồng Giám mục Trung Quốc hình thành tổ chức giáo hội "nhất hội nhất đoàn", độc lập với Giáo hội Công giáo Rôma, dưới quyền lãnh đạo của Đảng Cộng sản Trung Quốc, quản lý và lãnh đạo các hoạt động của các tín đồ Công giáo trên lãnh thổ Trung Quốc.

## Các đời lãnh đạo

### Ủy ban Giáo vụ Công giáo Trung Quốc
Chủ nhiệm
1. Alôsiô Trương Gia Thụ, 1980-1988, Giám mục Giáo phận Thượng Hải [2][3]
2. Giuse Tông Hoài Đức, 1988-1992, Giám mục Giáo phận Tế Nam[4]

Tổng thư Ký
1. Micae Dương Cao Kiên, 1980-1992, Phó chủ nhiệm kiêm nhiệm

### Hội đồng Giám mục Trung Quốc
Chủ tịch
1. Alôsiô Trương Gia Thụ, 1980-1988, Giám mục Giáo phận Thượng Hải [5][6]
2. Giuse Tông Hoài Đức, 1988-1992, Giám mục Giáo phận Tế Nam
3. Giuse Tông Hoài Đức, 1992-1997, Giám mục Giáo phận Tế Nam [7]
4. Giuse Lưu Nguyên Nhân, 1998-2005, Giám mục Giáo phận Nam Kinh
5. Micae Phó Thiết Sơn, 2005-2007, Giám mục Giáo phận Bắc Kinh
6. Giuse Mã Anh Lâm, 2007-2010, Giám mục Giáo phận Côn Minh
7. Giuse Mã Anh Lâm, 2010—nay, Giám mục Giáo phận Côn Minh [8]

Tổng thư ký
1. Micae Dương Cao Kiên, 1980-1992,
2. Micae Phó Thiết Sơn, 1992-1998,
3. Giuse Mã Anh Lâm, 1998-2010,
4. Giuse Quách Kim Tài, 2010—nay

Chủ tịch danh dự "Nhất hội nhất đoàn"
- Bernardino Đổng Quang Thanh, 1998-2007 [9]
- Mátthêu Úc Thành Tài, 1998-2006
- Antôn Lưu Bách Niên, 2010—nay [10]
- Alôsiô Kim Lỗ Hiền, 2010-2013,

Cố vấn "Nhất hội nhất đoàn"
- Matthias Đoàn Ấm Minh, 1992-2001
- Phanxicô Vương Học Minh, 1992-1997
- Phêrô Vương Thụy Hoàn, 1992-1992
- Gioan Thái Thể Viễn, 1992-1997
- Antôn Đồ Thế Hoa, 1992— nay
- Mátthêu Úc Thành Tài, 1992-2006
- Bernardino Đổng Quang Thanh, 1992-2007
- Antôn Lý Đốc An, 1992-2006
- Phaolô Tương Đào Nhiên, 1992-2010
- Stêphanô Lý Tư Đức, 1992-1993
- Alôsiô Kim Lỗ Hiền, 2004-2010
- Phaolô Lưu Cảnh Hòa, 2004-2013
- Phaolô Du Gia Đệ, 2010—nay
- Phaolô Lữ Quốc Tồn, 2010-2013,
- Antôn Chu Tiếu Ngô, 2010—nay
- Phêrô Lưu Đức Thân, 2010—nay
- Giuse Lý Minh Thuật, 2010—nay
- Alôsiô Dư Nhuận Thâm, 2010—nay